# Комаров, Георгий Владимирович
Георгий Владимирович Комаров (1896—1944) — Участник Гражданской войны и Великой Отечественной войны, стрелок 470-го стрелкового полка 194-й стрелковой дивизии 48-й армии 1-го Белорусского фронта, парторг роты, ефрейтор; Герой Советского Союза (1945).

## Биография
Георгий Комаров родился 3 февраля 1896 года в селе Завьялово (ныне —Завьяловка Бугурусланский район Оренбургской области). Здесь окончил начальную приходскую школу. Затем семья переехала в Абдулино Участник Гражданской войны 1918-1922 гг. До Великой Отечественной войны работал в Абдулинском паровозном депо, затем в вагонном депо станции «Куйбышев» в городе Куйбышеве. Член КПСС с 1931. В феврале 1943 году ушел добровольцем на фронт. С июля того же года — на фронтах Великой Отечественной войны. Принимал участие в боях на Центральном, Белорусском и 1-м Белорусском фронтах. К июню 1944 года ефрейтор Георгий Комаров был парторгом и стрелком 5-й стрелковой роты  470-го стрелкового полка 194-й стрелковой дивизии 48-й армии 1-го Белорусского фронта. Отличился во время Белорусской операции.
24 июня 1944 года Комаров принимал участие в прорыве немецкой обороны к юго-востоку от деревни Задрутье Рогачёвского района Гомельской области Белорусской ССР, переправлялся через Днепр, принимал участие в боях на плацдарме на его западном берегу. Затем он участвовал в форсировании реки Щара к югу от Слонима. 4 сентября 1944 года Комаров участвовал в прорыве немецкой обороны у реки Нарев на территории Польши. В том бою он получил тяжёлое ранение, но продолжал сражаться. От полученных ранений он скончался 5 октября 1944 года. Первоначально был похоронен в деревне Яново Лазовецкого уезда Ломжинского воеводства Польши, но впоследствии перезахоронен в братской могиле в деревне Лахы-Дворске Острув-Мазовецкого уезда к 9 километрах к югу от города Ружан.

## Награды
Указом Президиума Верховного Совета СССР от 24 марта 1945 года за «образцовое выполнение боевых заданий командования на фронте борьбы с немецкими захватчиками и проявленные при этом мужество и героизм» ефрейтор Георгий Комаров посмертно был удостоен высокого звания Героя Советского Союза и орденом Ленина. А также ранее был награждён орденом Красного Знамени и медалью «За отвагу».

## Память
В честь Комарова названа улица в Абдулино . На здании Завьяловской школы установили мемориальную доску в память герою имя которого присвоено школе..

## Документы
- Информация из приказа об исключении из списков. ОБД Мемориал.
- Информация из Книги Памяти. ОБД Мемориал.
- Герой Советского Союза (Орден Ленина и медаль «Золотая звезда») [[Подвиг народа]] (Сайт). Дата обращения: 19 июля 2015. Архивировано из оригинала 13 марта 2012 года.
- Медаль «За отвагу»  [[Подвиг народа]](Сайт). Дата обращения: 19 июля 2015. Архивировано из оригинала 13 марта 2012 года.
- Орден Красного Знамени [[Подвиг народа]](Сайт). Дата обращения: 19 июля 2015. Архивировано из оригинала 13 марта 2012 года.